# Zhang Jiewen
Zhang Jiewen (pinyin:Zhāng Jiéwén) född 4 januari 1981 i Guangzhou, Guangdong, är en kinesisk idrottare som tog guld i badminton vid olympiska sommarspelen 2004.

## Olympiska meriter

### Olympiska sommarspelen 2008
| Namn                      | Gren   | 32-delsfinal | 16-delsfinal | 8-delsfinal                             | Kvartsfinal                                   | Semifinal        | Final            | Final            |                  |
| Namn                      | Gren   | Resultat     | Resultat     | Resultat                                | Resultat                                      | Resultat         | Resultat         | Plats            |                  |
| ------------------------- | ------ | ------------ | ------------ | --------------------------------------- | --------------------------------------------- | ---------------- | ---------------- | ---------------- | ---------------- |
| (1) Yang Wei Zhang Jiewen | Dubbel |              |              | Natsir and Marissa (INA) W 21-19, 21-15 | Maeda and Suetsuna (JPN) L 21-8, 21-23, 14-21 | Gick inte vidare | Gick inte vidare | Gick inte vidare | Gick inte vidare |